# متئو پاولوویچ
متئو پاولوویچ (کرواتی: Mateo Pavlović؛ زادهٔ ۹ ژوئن ۱۹۹۰) بازیکن فوتبال اهل کرواسی است.
از باشگاه‌هایی که در آن بازی کرده‌است می‌توان به وردر برمن، باشگاه فوتبال فرنتس‌واروش، و وردر برمن اشاره کرد.
او همچنین در تیم‌های ملی فوتبال Bosnia and Herzegovina U17 Croatia U19 Croatia U20 Croatia U21 بازی کرده است.